# Eine Stadt steht kopf
Eine Stadt steht kopf è un film del 1933 diretto da Gustaf Gründgens.

## Produzione
Il film fu prodotto dall'Elite Tonfilm-Produktion GmbH (Berlino) e dalla Koppelmann & Reiter. Venne girato a Stauffen / Breisgau.

## Distribuzione
Attraverso distribuzione regionale, il film uscì nelle sale cinematografiche tedesche il 21 gennaio 1933 e in Austria, dove fu distribuito dalla Lux-Film. Negli Stati Uniti fu presentato l'anno seguente, il 28 gennaio 1934 con il titolo A Town Stands on Its Head.